# أنطونيو فاسيلي
أنطونيو فاسيلي (بالرومانية: Antoniu Vasile)‏ (مواليد 29 أغسطس 1942) هو ملاكم روماني، مثّل بلاده في الألعاب الأولمبية الصيفية في دورتي 1968 و1972.

## روابط خارجية
أنطونيو فاسيلي على موقع بوكس ريك (الإنجليزية) (registration required)
- أنطونيو فاسيلي على موقع أوليمبيديا (الإنجليزية)